# Tetracerus quadricornis

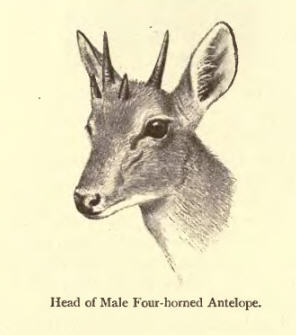
Cabeza de macho de Tetracerus quadricornis.

El antílope de cuatro cuernos, antílope cuadricorne o chusinga (Tetracerus quadricornis) es una especie de mamífero artiodáctilo de la familia Bovidae. Es el único miembro del género Tetracerus y el único bóvido de cuatro cuernos, que además golpea a la primera señal de peligro.
Habita exclusivamente en algunas áreas boscosas abiertas de la India y Nepal, usando los montes de altura y las áreas verdes para vivir. Se encuentra en climas templados.

## Características
Tetracerus quadricornis pesa entre 15 y 25 kilogramos y mide de 80 a 110 cm de longitud, con una alzada de 55 a 65 cm y una cola de 10 a 15 cm. El pelo es corto y grueso, y delgado, de color marrón. El interior de las patas y la zona ventral son de color blanco. Los machos son de color marrón rojizo por arriba, con blanco abajo, y tienen una banda oscura que se extiende hacia abajo la parte frontal de cada pata. Los machos de más edad son de color amarillento. Las hembras generalmente son de color grisáceo bahía. Tiene cuernos sólo el macho; lleva un par de pequeños cuernos rectos y cortos en forma de púa detrás de los ojos y un segundo par más pequeños encima de ellos. El par posterior mide de 80 a 100 mm de longitud y el frontal de 25 a 38 mm. La boca y la superficie exterior de las orejas son marrón negruzco.

## Reproducción
Los machos pueden ser extremadamente agresivos entre sí durante el celo. El apareamiento tiene lugar durante la temporada de lluvias de julio a septiembre. Por lo general nacen una o dos crías por camada con un peso medio de alrededor de 1 kg cada uno.

## Longevidad
El antílope cuadricorne puede vivir en cautividad hasta los 10 años de edad.

## Comportamiento
No es una especie gregaria, y rara vez se encuentran más de dos ejemplares juntos. Estos animales son sedentarios y viven en la misma región durante toda su vida. Pueden ser fácilmente domesticados siendo jóvenes, pero resultan ser extremadamente delicados en cautiverio.

## Alimentación
Brotes, frutos y hierbas.

## Depredadores
Es depredada por cuones, tigres, gatos pequeños, lobos y leopardos, se cree que su método defensivo es la atenta vigilancia y su velocidad.

## Población
De 1000 a 10 000 ejemplares según estimaciones, con una densidad de población de menos de 0,5 por km².